# Амфибол
Амфиболите са група минерали, която включва около 60 вида сложни силикати с ромбична или моноклинна симетрия. Наименованието им произлиза от гръцки и означава „несигурен“, „двузначещ“, поради това, че трудно ги разграничавали от другите минерали. Основни катиони в състава им са Mg, Mn, Fe, Ca, Na, които се заместват изоморфно, поради което химизмът на амфиболите се мени в широки граници. Имат верижна структура, която се състои от ленти – двойни вериги, което определя хабитуса им – късо- до дългопризматични кристали, иглести и влакнести (познати като азбести), както и характерната цепителност под ъгъл 124°.
Амфиболът NaCa2(Mg,Fe2+Al)5Si8O22(ОН)2 е основният скалообразуващ минерал в повечето магмени и метаморфни скали. Притежава моноклинна сингония, образува призматични кристали, често и срастъци. Среща се като зърнести и радиално–лъчести агрегати. Има съвършена цепителност в две посоки под ъгъл 124°, твърдост по Моос 5,5 – 6, относително тегло 3,1 – 3,4. Черно-зелен до черен на цвят.